# Wolfgang Puck

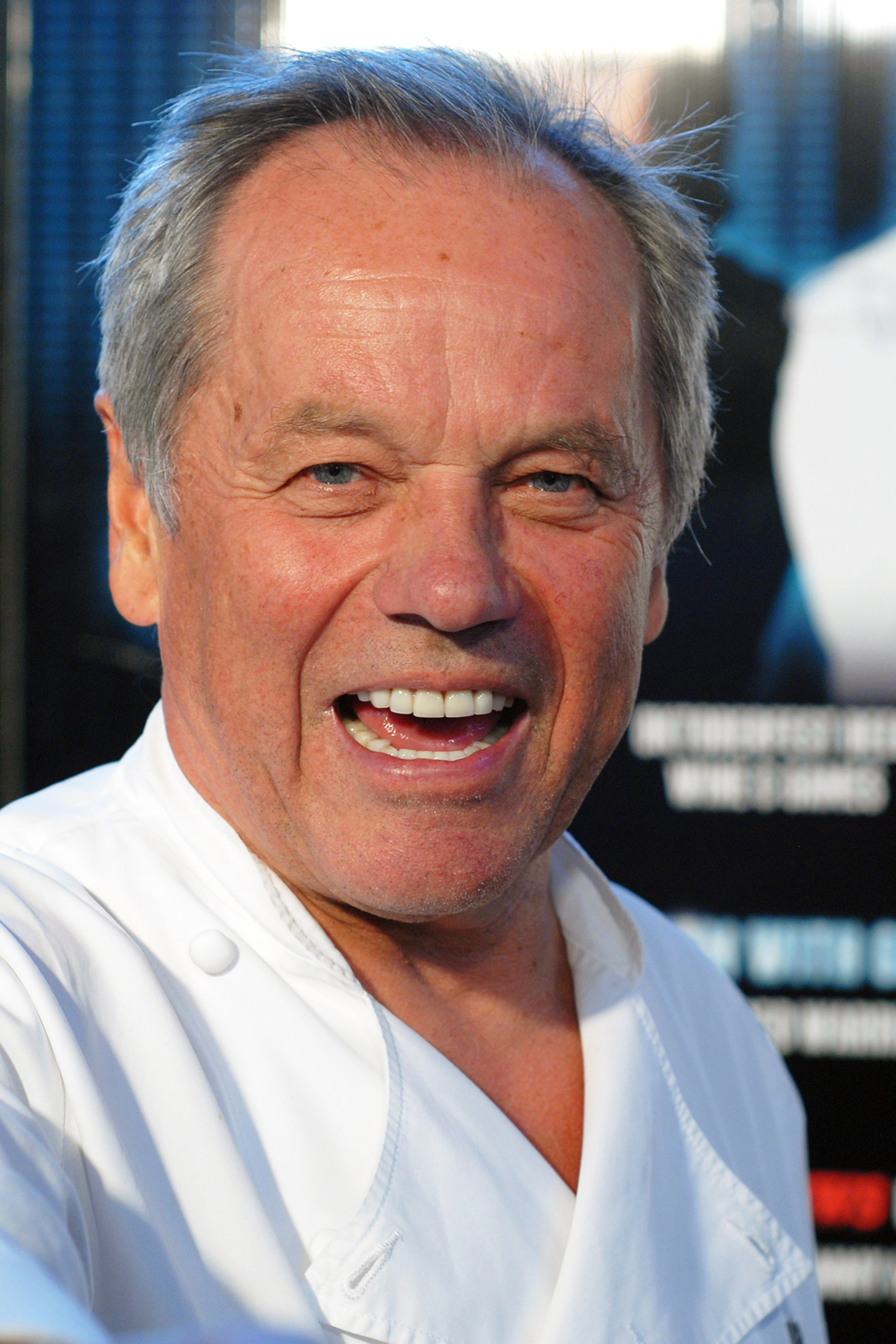
Wolfgang Puck (2012)

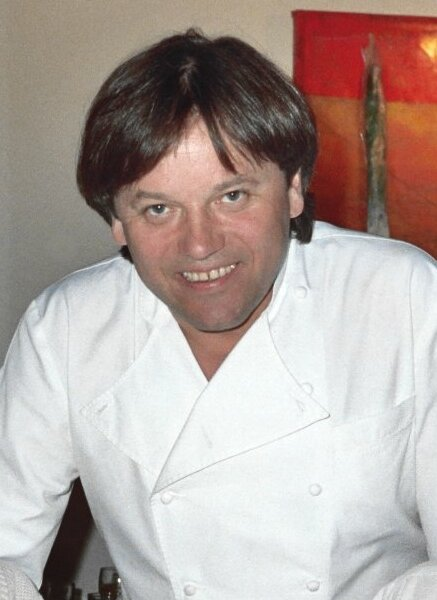
Wolfgang Puck (1988)

Wolfgang Puck (* 8. Juli 1949 in Sankt Veit an der Glan) ist ein österreichischer Koch. Er lebt in den USA und besitzt dort mehr als 70 Restaurants, darunter das Spago in Beverly Hills.

## Biografie

Wolfgang Puck Bar & Grill am Nokia Plaza, Downtown Los Angeles

Der aus Kärnten stammende und in Kalifornien lebende Puck ist Besitzer von über 70 Restaurants in den USA, die von gehobenen Fast-Food-Restaurants über Cafés bis zur Gourmet-Gastronomie reichen. Die bekanntesten sind das Spago in Las Vegas, Los Angeles (in Beverly Hills am Sunset Boulevard), Palo Alto und auf Maui sowie das Chinois, das Postrio, das Wolfgang Puck Bar & Grill und die Trattoria del Lupo – alle vier ebenfalls in Las Vegas.
Seine anderen Restaurants wie Wolfgang Puck Express sowie die Cafés sind überall in den USA verteilt. Unter seinem Namen werden überdies mehrere dutzend Restaurants durch Franchisenehmer in den Vereinigten Staaten und in Japan betrieben. Die meisten seiner Restaurants bieten Wiener Schnitzel und oft auch Kärntner Nudeln aus seiner Heimat an.
Puck besitzt weitere sechs Restaurants in Tokio und Yokohama. Insgesamt beschäftigt er weltweit über 5000 Mitarbeiter, sein Jahresumsatz liegt bei mehr als 450 Millionen Dollar. Seit Jahren ist es bei den Oscar-Organisatoren Tradition, das Wolfgang-Puck-Catering mit dem Festessen bei den Verleihungen zu beauftragen.
In Zusammenarbeit mit der Humane Society of the United States verpflichtete Puck sich 2007, in seinen Läden keine Foie gras mehr anzubieten sowie nur noch Produkte aus biologischem Anbau, Eier von freilaufenden Hühnern sowie Fleisch von nicht in engen Ställen gehaltenen Schweinen und Kälbern zu verwenden.
2009 eröffnete Puck im Reunion Tower in Dallas ein Gourmet-Restaurant. 2017 erhielt er einen Stern auf dem Hollywood Walk of Fame. 2019 zeichnete ihn Eckart Witzigmann mit dem Eckart Witzigmann Preis für Lebenskultur aus. 2022 eröffnete Puck am Flughafen Wien sein erstes Lokal in Österreich.

## Fernsehen
In Episode 13 der dritten Staffel der US-Serie Las Vegas bekam Puck eine Gastrolle im Casino Montecito, in dem er sein Restaurant unter dem Namen Wolfgang Puck führt. In der TV-Serie Die Simpsons hat er als Zeichentrickfigur in Episode 11 der 13. Staffel einen Kurzauftritt, außerdem war er als Gast in Episode 15 der 9. Staffel von Frasier zu sehen. Weitere Auftritte hatte er in Wer ist hier der Boss? in Staffel 4, Folge 9 (Kleine Fische), im Dezember 2008 in der The Late Late Show with Craig Ferguson sowie im Oktober 2009 in der Jay Leno Show.
Er trat zwischen 2011 und 2015 viermal als Juror und einmal als Gast in der US-amerikanischen Kochsendung Hells Kitchen auf. Weiterhin wirkte er 2016 als Juror und 2022 als Gast in der amerikanischen Ausgabe der Kochshow MasterChef mit.

## Film
- 2022: Wolfgang, Dokumentarfilm von David Gelb, USA 2022[8]

## Auszeichnungen
- 2025: Benennung des Wolfgang-Puck-Platzes in Hörzendorf[9]
- 2025: Großes Goldenes Ehrenzeichen des Landes Kärnten[9]
- 2025: Goldenes Ehrenzeiten von Sankt Veit an der Glan[9]
- 2025: Großes Silbernes Ehrenzeichen für Verdienste um die Republik Österreich[10]